# Günther Angern
Günther Angern (Kołobrzeg, 5 marzo 1893 – Stalingrado, 2 febbraio 1943) è stato un generale tedesco della Wehrmacht durante la seconda guerra mondiale che comandò la 16. Panzer-Division durante la Battaglia di Stalingrado. Si suicidò al termine di tale battaglia.

## Biografia

### Primi anni e prima guerra mondiale
Günther von Angern si arruolò nell'esercito imperiale come alfiere il 1° aprile 1911 e fu assegnato al Jäger-Regiment zu Pferde Nr. 6. Il 18 novembre 1912 fu promosso tenente e partecipò con il suo reggimento alla prima guerra mondiale. Il 22 marzo 1916 fu promosso sottotenente. Oltre a entrambe alle Croci di Ferro, gli furono conferite diverse altre decorazioni.

### Periodo interbellico
Dopo la guerra si arruolò nel 6. (Preuß.) Reiter-Regiment della Reichswehr. Fu promosso capitano il 1° ottobre 1922 e come tale, fu trasferito al 3° squadrone dell'8. (Preuß.) Reiter-Regiment a Militsch il 1° febbraio 1924. Nello stesso anno, fu trasferito allo squadrone di addestramento dello stesso reggimento a Breslavia e nel 1925 né fu nominato comandante. Nell'autunno del 1930 fu assegnato allo stato maggiore della 1. Kavallerie-Division a Francoforte sull'Oder ed il 1° aprile 1933 fu promosso maggiore. Il 1° ottobre 1934 fu trasferito al Ministero della Difesa del Reich, dove fu assegnato al Dipartimento di Ispezione della Cavalleria e nella primavera del 1935 fu nominato comandante del Reiter-Regiment Fürstenwalde; come tale, fu promosso tenente colonnello il 1° ottobre 1935. Con l'espansione della Wehrmacht, fu nominato comandante del 9. (Preuß.) Reiter-Regiment (poi Kavallerie-Regiment 9) a Fürstenwalde e come tale, fu promosso colonnello il 1° marzo 1938.

### Seconda guerra mondiale
Il 10 novembre 1938 fu nominato comandante della 3. Schützen-Brigade, che guidò fino allo scoppio della seconda guerra mondiale, inizialmente nella campagna di Polonia;  stesso periodo in cui gli furono conferite entrambe le Fibbie della Croce di Ferro. All'inizio di dicembre 1939, fu nominato comandante dell'11. Schützen-Brigade ed incaricato della sua formazione. In seguito, guidò tale brigata in combattimento nella campagna di Francia e sul fronte orientale. Per un'azione nei pressi di Ostrog il 27 giugno 1941, fu citato nel Foglio d'Onore dell'Esercito Tedesco il 22 luglio 1941. Il 15 agosto 1941 assunse il comando della 11. Panzer-Division e fu gravemente ferito il 24 agosto 1941, tanto da essere costretto a rinunciare al comando ed al ricovero in ospedale. L'8 marzo 1942 gli fu conferita la Croce d'Oro Tedesca e la sua convalescenza durò fino al settembre 1942. Il 15 settembre 1942 gli fu assegnato il comando della 16. Panzer-Division nella Sacca di Stalingrado. Il 1° dicembre 1942 fu promosso Tenente Generale, tuttavia si suicidò prima della resa per evitare la cattura da parte dei sovietici.